# Ніколас Ворт
Ніколас Ворт (англ. Nicholas Worth; 4 вересня 1937 — 7 травня 2007) — американський актор.

## Біографія
Ніколас Ворт народився 4 вересня 1937 року в Сент-Луїс, штат Міссурі. Він здобув ступінь бакалавра мистецтв в університеті Карнегі-Меллон у Пітсбурзі, Пенсільванія. У 1962–1965 роках служив у повітряно-десантних військах в Кентуккі. Після закінчення служби приїжджає в Лос-Анджелес і продовжує свої дослідження драми у відомому театрі Пасадени (англ. Pasadena Playhouse). Першою роботою у кіно стала роль у фільмі «Заради Піта» (1966). У фільмі жахів «Не відповідай на телефонні дзвінки!» (1980) зіграв роль серійного вбивці, за яку отримав приз на Каталонському кінофестивалі.
Зоряним часом в кіно для Ніколаса Ворта стала роль Бруно в екранізації коміксу «Болотяна істота» (1982) режисера Веса Крейвена. З інших робіт Ворта в кіно можна відзначити невелику роль бандита у фільмі «Голий пістолет» (1988), роль у фільмі «Немає виходу» (1987), участь в телесеріалі «Лицар доріг», а також роль Полі, одного з поплічників Ларрі Дрейка у фільмі «Людина темряви» (1990). Знімався в телесеріалах «Нічний суд», «Зоряний шлях: Глибокий космос 9» і «Зоряний шлях: Вояжер».
Ворт відомий своїми ролями персонажів відеоігор, особливо в серії ігор «Command & Conquer». Ворт втілив образи генерала Марзака в «Command & Conquer: Tiberian Sun» (1999) і прем'єра Олександра Романова в «Command & Conquer: Red Alert 2» і «Command & Conquer: Yuri's Revenge» (2001). Також виконав роль Колінара Колтрасса в «Emperor: Battle for Dune» (2002) і комісара Лебера в «The Beast Within: A Gabriel Knight Mystery» (1996). Брав участь в озвучуванні гри «Freedom Fighters» (2003), що стало його останньою роботою.
Ворт пристрасно захоплювався бодібілдінгом і пауерліфтингом. Помер у травні 2007 року після серцевого нападу.

## Фільмографія
| Рік       |    | Українська назва                           | Оригінальна назва                              | Роль                                   |
| --------- | -- | ------------------------------------------ | ---------------------------------------------- | -------------------------------------- |
| 1966      | ф  | Заради Піта                                | For Pete's Sake                                |                                        |
| 1973      | ф  | Кричи, Блакула, кричи                      | Scream Blacula Scream                          | Денніс                                 |
| 1974      | ф  | Богард                                     | Bogard                                         | Мастерс                                |
| 1974      | ф  | Людина, що несе смерть                     | The Terminal Man                               | Санітар                                |
| 1974      | ф  | Чорна старлетка                            | Black Starlet                                  | поліцейський на мотоциклі              |
| 1974      | с  | Кеннон                                     | Cannon                                         | портовий вантажник                     |
| 1975      | с  | Людина на шість мільйонів доларів          | The Six Million Dollar Man                     | штангіст                               |
| 1975      | с  | Людина-невидимка                           | The Invisible Man                              | хорона                                 |
| 1975      | с  | Критичне становище!                        | Emergency!                                     | Чарльз                                 |
| 1975—1979 | с  | Досьє детектива Рокфорда                   | The Rockford Files                             | відвідувач / Кесслер                   |
| 1976—1978 | с  | Старскі та Гатч                            | Starsky and Hutch                              | Аль / Денні / Бернс                    |
| 1977      | с  | Баретта                                    | Baretta                                        | Галлман                                |
| 1977      | с  | Риба                                       | Fish                                           | Ньют                                   |
| 1977      | ф  |                                            | Mule Feathers                                  | мідноголовий                           |
| 1978      | ф  | Кома                                       | Coma                                           | начальник безпеки                      |
| 1979      | ф  | Рукавичка                                  | The Glove                                      | Чак                                    |
| 1979      | с  | Медексперт Квінсі                          | Quincy M.E.                                    | Гріннер                                |
| 1979      | с  | Радіо Цинциннаті                           | WKRP in Cincinnati                             | майор Едмонд Гантер                    |
| 1979      | с  | Ангели Чарлі                               | Charlie's Angels                               | Рід                                    |
| 1980      | с  |                                            | Tenspeed and Brown Shoe                        | Дік Геммет                             |
| 1980      | ф  | Не відповідай по телефону!                 | Don't Answer the Phone!                        | Кірк Сміт                              |
| 1980      | тф | Лють                                       | Rage!                                          | Тед                                    |
| 1981      | тф | Голді і боксер їдуть до Голлівуду          | Goldie and the Boxer Go to Hollywood           | Стів Глісон                            |
| 1981—1982 | с  | Найбільший американський герой             | The Greatest American Hero                     | Норм / Ленні                           |
| 1982      | с  | Лаверна і Ширлі                            | Laverne & Shirley                              | Льюїс                                  |
| 1982      | ф  | Болотяна істота                            | Swamp Thing                                    | Бруно                                  |
| 1983      | с  | Острів фантазій                            | Fantasy Island                                 | Вел                                    |
| 1983—1986 | с  | Саймон і Саймон                            | Simon & Simon                                  | Атертон / Бронко / пацієнт стоматолога |
| 1984—1985 | с  | Лицар доріг                                | Knight Rider                                   | Гауер / Райлес                         |
| 1984      | тф | Запрошення до пекла                        | Invitation to Hell                             | шериф                                  |
| 1984      | ф  | У пагорбів є очі 2                         | The Hills Have Eyes Part II                    | Жнець                                  |
| 1984      | ф  | Заваруха в місті                           | City Heat                                      | Трой Рокер                             |
| 1985      | ф  |                                            | Doin' Time                                     | Енімал                                 |
| 1985      | с  | Мисливець                                  | Hunter                                         | Рамос                                  |
| 1985      | с  | Вуличний яструб                            | Street Hawk                                    | містер Джирард                         |
| 1985      | с  | Бенсон                                     | Benson                                         | Big Rudy                               |
| 1985—1991 | с  | Нічний суд                                 | Night Court                                    | різні ролі                             |
| 1985      | тф | Справа Річарда Бека                        | The Rape of Richard Beck                       | Рей                                    |
| 1986      | тф | Містер і місіс Раян                        | Mr. and Mrs. Ryan                              | Колвак                                 |
| 1986      | ф  | Дамський клуб                              | The Ladies Club                                | Джек Дваєр                             |
| 1986      | ф  | Озброєний і небезпечний                    | Armed and Dangerous                            | трансвестит                            |
| 1986      | ф  | Перевал розбитих сердець                   | Heartbreak Ridge                               | Джейл Бінгер                           |
| 1986      | с  | Діснейленд                                 | Disneyland                                     | Рікер                                  |
| 1987      | с  | Макгайвер                                  | MacGyver                                       | Джек Роган                             |
| 1987      | с  | Сім'я мами                                 | Mama's Family                                  | Великий Джон Маккелл                   |
| 1987      | с  | Слава                                      | Fame                                           | Gallupo                                |
| 1987      | с  | Детективне агентство «Місячне сяйво»       | Moonlighting                                   | ув'язнений                             |
| 1987      | ф  | Немає виходу                               | No Way Out                                     | Куп Брейкер                            |
| 1987      | ф  | Брудна білизна                             | Dirty Laundry                                  | Віто                                   |
| 1987      | ф  | Смертельна ворожнеча                       | Savage Harbor                                  | Джим                                   |
| 1988      | ф  | Пекло у Фрогтауні                          | Hell Comes to Frogtown                         | Бик                                    |
| 1988      | ф  | Бойовик Джексон                            | Action Jackson                                 | Cartier                                |
| 1988      | ф  | Голий пістолет                             | The Naked Gun: From the Files of Police Squad! | убивця 1                               |
| 1988      | тф | Принесіть мені голову Добі Гілліс          | Bring Me the Head of Dobie Gillis              | Макс                                   |
| 1988      | с  | Х'юстонскі лицарі                          | Houston Knights                                | роль                                   |
| 1988      | с  | Гуперман                                   | Hooperman                                      | роль                                   |
| 1989      | с  | Фантастична дівчина                        | Out of This World                              | Луї                                    |
| 1989      | тф | Перворідний гріх                           | Original Sin                                   |                                        |
| 1989      | ф  |                                            | Pucker Up and Bark Like a Dog                  | шеф-кухар                              |
| 1990      | ф  | Людина темряви                             | Darkman                                        | Полі                                   |
| 1990      | в  | Червоний ворон смерті                      | Dan Turner, Hollywood Detective                | Дейв Дональдсон                        |
| 1990      | с  | Адам 12                                    | The New Adam-12                                | Бен Міллер                             |
| 1990      | с  | Амінь                                      | Amen                                           | Джої Фетлок                            |
| 1991      | ф  | Кров і бетон                               | Blood and Concrete                             | Спантц                                 |
| 1992      | с  | Кімната для двох                           | Room for Two                                   | дивний хлопець                         |
| 1993—1997 | с  | Зоряний шлях: Глибокий космос 9            | Star Trek: Deep Space Nine                     | Сторм / капітан                        |
| 1993      | ф  | Найкращі з найкращих 2                     | Best of the Best II                            | Sick Humor                             |
| 1993      | ф  | Кулак честі                                | Fist of Honor                                  | Туччі                                  |
| 1994      | ф  | Людина-мікросхема 2                        | Plughead Rewired: Circuitry Man II             | "Рок"                                  |
| 1994      | в  | Темний ангел                               | Dark Angel: The Ascent                         | Геллікін                               |
| 1994      | тф | Новий Едем                                 | New Eden                                       | п'яний співробітник                    |
| 1995      | тф | Смертельний вікенд                         | Dead Weekend                                   | Гайден                                 |
| 1995      | в  | Голографічна людина                        | Hologram Man                                   | одноокий                               |
| 1995      | ф  | Подарунок небес                            | A Gift from Heaven                             |                                        |
| 1996      | ф  | Не називай мене маленькою                  | Barb Wire                                      | Рубен                                  |
| 1996      | ф  | Учитель і чудовиська                       | High School High                               | Ріно                                   |
| 1996      | ф  | Руйнівники                                 | Timelock                                       | заступник начальника Салліван          |
| 1996      | ф  | Небезпечний вантаж                         | Dangerous Cargo                                | Юрій                                   |
| 1996      | вг | The Beast Within: A Gabriel Knight Mystery | The Beast Within: A Gabriel Knight Mystery     | комісар Лебер                          |
| 1996      | с  | Тарзан: Героїчні пригоди                   | Tarzan: The Epic Adventures                    | Алексі                                 |
| 1997      | с  | Спека в Лос-Анджелесі                      | L.A. Heat                                      | Варден Брікман                         |
| 1997      | ф  | Історія кохання в шкіряній куртці          | Leather Jacket Love Story                      | Джек                                   |
| 1998      | ф  | Дещо про секс                              | Denial                                         | Волт Смайлі                            |
| 1998      | с  | Спека в Акапулько                          | Acapulco H.E.A.T.                              | Віктор Альбертіно                      |
| 1999      | с  | Вир світів                                 | Sliders                                        | магістрат                              |
| 1999      | с  | Цілком таємно                              | The X Files                                    | містер Гаас                            |
| 1999—2001 | с  | Зоряний шлях: Вояжер                       | Star Trek: Voyager                             | Лозак                                  |
| 1999      | ф  | Раби Голлівуду                             | Slaves of Hollywood                            | Сем Гіттелман                          |
| 1999      | ф  | Криваві ляльки                             | Blood Dolls                                    | Джордж Ворбек                          |
| 1999      | ф  | У кожного собаки свій день                 | Every Dog Has Its Day                          | Мел                                    |
| 1999      | вг | Command & Conquer: Tiberian Sun            | Command & Conquer: Tiberian Sun                | генераль Марзак                        |
| 2000      | ф  | Космічний спецназ                          | Starforce                                      | Джемма Квонлой                         |
| 2000      | вг | Command & Conquer: Red Alert 2             | Command & Conquer: Red Alert 2                 | прем'єр Олександр Романов              |
| 2001      | вг | Command & Conquer: Yuri's Revenge          | Command & Conquer: Yuri's Revenge              | прем'єр Олександр Романов              |
| 2002      | вг | Emperor: Battle for Dune                   | Emperor: Battle for Dune                       | Колінар Колтрасс                       |
| 2003      | вг | Freedom Fighters                           | Freedom Fighters                               | містер Джонс / полковник Бульба        |